# Langrend under vinter-OL 2010 – Herrernes 15 km fri
Herrernes 15 km fri i langrend under Vinter-OL 2010 blev afholdt 15. februar 2010 i Whistler Olympic Park i Whistler, Canada.

## Resultat
| Plac. | Bib | Navn                  | Land     | Tid     | Deficit |
| ----- | --- | --------------------- | -------- | ------- | ------- |
| 1     | 33  | Dario Cologna         | Schweiz  | 33:36.3 | +0.00   |
| 2     | 25  | Pietro Piller Cottrer | Italien  | 34:00.9 | +24.6   |
| 3     | 34  | Lukáš Bauer           | Tjekkiet | 34:13.5 | +35.7   |
| 4.    | 35  | Marcus Hellner        | Sverige  | 34:12.0 | +37.2   |
| 5.    | 26  | Vincent Vittoz        | Frankrig | 34:16.2 | +39.9   |
| 6.    | 13  | Maurice Manificat     | Frankrig | 34:27.4 | +51.1   |
| 7.    | 18  | Tobias Angerer        | Tyskland | 34:28.5 | +52.2   |
| 8.    | 20  | Ivan Babikov          | Canada   | 34:30.0 | +53.7   |
| 9.    | 24  | Maxim Vylegzhanin     | Rusland  | 34:31.6 | +55.3   |
| 10.   | 31  | Giorgio Di Centa      | Italien  | 34:36.2 | +59.9   |

## Ekstern Henvisning
- Vancouver 2010 – Herrernes 15 km fri, fuldt resultat